# Naakakero
Naakakero är ett naturreservat i Pajala kommun i Norrbottens län.
Området är naturskyddat sedan 1998 och är 3,5 kvadratkilometer stort. Reservatet omfattar bergmassivet Naakakero med fem toppar. Reservatet består av tallskog och ett parti av en gles fjällbjörksskog. 